# Максиміліан Гріммайсс
Максиміліан «Макс» Гріммайсс (нім. Maximilian „Max“ Grimmeiß; 27 лютого 1893, Ерланген — 31 березня 1972, Ерланген) — німецький штабний офіцер і воєначальник, генерал артилерії вермахту.

## Біографія
1 жовтня 1912 року вступив однорічним добровольцем у 10-й баварський польовий артилерійський полк. 31 березня 1913 року вийшов у резерв, вивчав медицину. Після початку Першої світової війни 3 вересня 1914 року вступив добровольцем у запасний батальйон свого полку. 12 вересня 1914 року зарахований на дійсну службу. З 7 листопада 1914 року служив у 3-й, з 1 жовтня 1915 року — в 1-й батареї свого полку. З 29 січня 1917 року — полковий ад'ютант.
26 квітня 1919 року переведений в єгерський корпус «Ерланген». 1 червня 1919 року повернувся у свій полк і призначений ад'ютантом відділу обробки. З 20 червня по 30 вересня 1919 року навчався в офіцерському училищі в Мюнхені, після чого повернувся на свою посаду. З 1 жовтня 1919 року — офіцер батареї 24-го легкого артилерійського полку, з 1 січня 1922 по 1 жовтня 1926 року — батареї 7-го артилерійського полку. Одночасно з 14 листопада по 4 грудня 1922 року пройшов кулеметний курс, з 1 жовтня 1924 по 1 липня 1925 року — курс допоміжного керівника в штабі 6-ї дивізії. 1 липня 1926 року відряджений у 2-й інженерний, 1 серпня — в 2-й мототранспортний, 1 вересня — в 2-й батальйон зв'язку. 1 жовтня 1926 року переведений у 8-му батарею свого полку, 1 жовтня 1927 року — у відділ розвідки Імперського військового міністерства. 1 жовтня 1928 року отримав право на носіння уніформи офіцера командного штабу. 1-30 червня 1928 року перебував у штабі 7-ї дивізії, з 5 серпня по 30 вересня 1928 року — в 17-му гірському полку. 1 квітня 1931 року переведений у штаб 7-ї дивізії. З 1 березня 1933 року — командир 8-ї батареї 7-го артилерійського полку. 1 липня 1934 року переведений назад відділ розвідки ІВМ. З 6 жовтня 1936 року — 1-й офіцер Генштабу (начальник оперативного відділу) 11-го армійського корпусу. З 10 листопада 1938 року — командир 78-го артилерійського полку.
З 26 серпня по 30 вересня 1939 року — начальник Генштабу 12-го, з 1 жовтня 1939 по 1 січня 1941 року — 9-го армійського корпусу, з 15 січня 1941 року — 15-ї армії. 21 листопада 1941 року відправлений у командний резерв ОКГ. З 1 грудня 1941 року — генерал сухопутних військ при головнокомандувачі люфтваффе. 10 липня 1944 року знову відправлений у командний резерв ОКГ. З 1 серпня по 3 вересня 1944 року пройшов підготовку командира корпусу в групі армій «Південна Україна», з 10 листопада 1944 по 24 січня 1945 року — в групі армій «A». З 24 січня по 15 квітня 1945 року — командир 64-го армійського корпусу. 8 травня 1945 року взятий у полон. У 1947 році звільнений.

## Звання
- Єфрейтор (31 березня 1913)
- Фанен-юнкер-унтерофіцер (12 вересня 1914)
- Фенріх (15 лютого 1915)
- Лейтенант (31 березня 1915)
- Оберлейтенант (11 вересня 1918)
- Гауптман (1 червня 1927)
- Майор (1 квітня 1934)
- Оберстлейтенант (1 серпня 1936)
- Оберст (1 березня 1939)
- Генерал-майор (1 лютого 1942)
- Генерал-лейтенант (1 квітня 1943)
- Генерал артилерії (1 квітня 1945)

## Нагороди
- Залізний хрест 2-го і 1-го класу
- Орден «За військові заслуги» (Баварія) 4-го класу з мечами
- Нагрудний знак «За поранення» в чорному
- Почесний хрест ветерана війни з мечами
- Медаль «За вислугу років у Вермахті» 4-го, 3-го, 2-го і 1-го класу (25 років)
- Орден Заслуг (Угорщина), командорський хрест[1]
- Застібка до Залізного хреста 2-го і 1-го класу